# Kwarkieno
Kwarkieno (ros. Кваркено) – wieś (sieło) w Rosji, w obwodzie orenburskim, ośrodek administracyjny rejonu kwarkieńskiego. W 2010 liczyła 3923 mieszkańców.